# Rhizomnium striatulum
Rhizomnium striatulum är en bladmossart som beskrevs av T. Koponen 1968. Rhizomnium striatulum ingår i släktet rundmossor, och familjen Mniaceae. Inga underarter finns listade i Catalogue of Life.